# Regole di associazione
Nel data mining, le regole di associazione sono uno dei metodi per estrarre relazioni nascoste tra i dati.
Agrawal et al. introdussero le regole di associazione per la scoperta di regolarità all'interno delle transazioni registrate nelle vendite dei supermercati. Per esempio, la regola {\displaystyle \{\mathrm {cipolle,patate} \}\Rightarrow \{\mathrm {hamburger} \}} individuata nell'analisi degli scontrini di un supermercato indica che il se il cliente compra insieme cipolle e patate è probabile che acquisti anche della carne per hamburger. Tale informazione può essere utilizzata come base per le decisioni riguardanti le attività di marketing, come ad esempio le offerte promozionali o il posizionamento dei prodotti negli scaffali.
Le regole di associazione sono anche usate in molte altre aree, quali il Web mining, la scoperta di anomalie e la bioinformatica.

## Storia
Il concetto di regola di associazione divenne popolare a causa di un articolo del 1993 di Agrawal et al.. Secondo Google Scholar esso possiede più di 9500 citazioni (Settembre 2010) ed è uno degli articoli più citati nel campo del data mining. Tuttavia è possibile che quella che viene chiamata come regola di associazione sia simile a un approccio di data mining presentato nel 1966 e sviluppato da Hájek et al..

## Definizione
| ID | latte | pane | burro | birra |
| -- | ----- | ---- | ----- | ----- |
| 1  | 1     | 1    | 0     | 0     |
| 2  | 0     | 0    | 1     | 0     |
| 3  | 0     | 0    | 0     | 1     |
| 4  | 1     | 1    | 1     | 0     |
| 5  | 0     | 1    | 0     | 0     |

Seguendo la definizione originale di Agrawal et al. il problema della scoperta di regole di associazione è rappresentato come segue.
Consideriamo l'insieme di {\displaystyle n} attributi binari (oggetti o item) {\displaystyle I=\{i_{1},i_{2},\ldots ,i_{n}\}} e l'insieme di transazioni (database){\displaystyle D=\{t_{1},t_{2},\ldots ,t_{m}\}}. Ciascuna transazione appartenente a {\displaystyle D} possiede un codice identificativo (ID) e contiene un sottoinsieme degli oggetti contenuti in {\displaystyle I}.  Una regola è definita come un'implicazione nella forma {\displaystyle X\Rightarrow Y} dove {\displaystyle X,Y\subseteq I}
e {\displaystyle X\cap Y=\emptyset }.  L'insieme di oggetti (o itemsets) {\displaystyle X} e {\displaystyle Y} vengono chiamati rispettivamente antecedente e conseguente della regola.
Per illustrare questo concetto, è possibile usare un esempio giocattolo riguardante un supermercato.
L'insieme di oggetti è {\displaystyle I=\{\mathrm {latte,pane,burro,birra} \}} e il database contenente gli oggetti è rappresentato nella tabella a destra, dove 1 indica la presenza di un oggetto in una transazione e 0 l'assenza. Un esempio di regola di associazione potrebbe essere: {\displaystyle \{\mathrm {burro,pane} \}\Rightarrow \{\mathrm {latte} \}}. Essa indica  che se il cliente acquista pane e burro, comprerà anche il latte.
Attenzione: questo esempio è estremamente piccolo. In un'applicazione reale una regola necessita di un supporto di diverse centinaia di transazioni perché sia considerata statisticamente significativa e il database deve contenere migliaia (o milioni) di transazioni.